# Robin Campillo
Robin Campillo (Mohammedia, 16 de agosto de 1962) é um cineasta, roteirista e editor de cinema marroquino.